# Ancalecetus
Ancalecetus (від грецького ankale, «зігнута рука» і ketos, «кит») — вимерлий рід ранніх китів, відомих з пізнього еоцену (пріабонський період, 37.2–33.9 мільйонів років тому), формація Birket Qarun у Ваді-Аль-Хітані, Єгипет. Вид названий на честь антрополога та дослідника приматів Елвіна Л. Саймонса, який виявив типовий зразок у 1985 році.
Голотип — частковий череп (верхня частина черепа зруйнована ерозією), обидва зубні кістки, 20 хребців та деякі елементи грудини, часткові ребра та більшість обох передніх кінцівок. Ancalecetus відрізняється від інших археоцетів і сучасних китів вузькими лопатками, дуже обмеженою рухливістю в плечовому суглобі і зрощенням плечової, ліктьової та променевої кісток в ліктьовому суглобі. У зап'ясті кістки зап'ястя невеликі, як у Zygorhiza, але, на відміну від цього іншого базилозаврида, велика частина зрощена з трапецією у Ancalecetus.
Добре збережені передні кінцівки є найбільш характерними частинами A. simonsi. Для китоподібних характерні широка лопатка і м'яцеподібний плечовий суглоб, але в Ancalecetus відсутні і те, і інше. На відміну від інших базилозаврид, плечова кістка Ancalecetus сплощена і має відносно невелику головку. Дистальний кінець має плоскі фактурні поверхні для артикуляції променевої та ліктьової кісток; ці кістки зрощені на лівій кінцівці і щільно прилягають до правої сторони, і жодне з них не допускає руху в ліктьовому суглобі.
Більша частина верхнього зубного ряду була зруйнована, але зубна формула Ancalecetus, швидше за все, була 3.1.4.3 / 3.1.4.2. Зношування зубів показує, що Ancalecetus, як і інші базилозавриди, харчувався більшою здобиччю, ймовірно, рибою, яка вимагала жування перед проковтуванням.